# Juegos Deportivos Nacionales de Chile de 2019
Los Juegos Deportivos Nacionales y Paranacionales de Chile de 2019 fueron la cuarta edición de los juegos multidisciplinarios interregionales de aquel país. Se disputaron en la región Metropolitana de Santiago, siendo la tercera vez que se desarrollan en esta región.
Se desarrollaron entre el 17 y el 30 de mayo de 2019 y fueron los IV Juegos Deportivos Nacionales y los III Paranacionales. La novedad en esta oportunidad fue el debut de la región de Ñuble.
Estos juegos contaron con una inversión de dos mil millones de pesos chilenos. La región local se adjudicó el primer puesto del medallero al obtener 63 medallas de oro.

## Medallero
| Núm. | Región             | Oro | Plata | Bronce | Total |
| ---- | ------------------ | --- | ----- | ------ | ----- |
| 1    | Metropolitana      | 63  | 51    | 35     | 149   |
| 2    | Araucanía          | 38  | 16    | 18     | 72    |
| 3    | Bío-Bío            | 35  | 26    | 38     | 99    |
| 4    | Coquimbo           | 22  | 19    | 16     | 57    |
| 5    | Los Lagos          | 17  | 11    | 15     | 43    |
| 6    | Valparaíso         | 14  | 27    | 25     | 66    |
| 7    | Ñuble              | 14  | 15    | 10     | 39    |
| 8    | Tarapacá           | 13  | 9     | 18     | 40    |
| 9    | Maule              | 10  | 18    | 17     | 45    |
| 10   | Magallanes         | 9   | 10    | 10     | 29    |
| 11   | Antofagasta        | 7   | 4     | 9      | 20    |
| 12   | Arica y Parinacota | 4   | 6     | 8      | 18    |
| 13   | O'Higgins          | 4   | 4     | 15     | 23    |
| 14   | Los Ríos           | 4   | 3     | 6      | 13    |
| 15   | Atacama            | 2   | 2     | 6      | 10    |
| 16   | Aysén              | 0   | 1     | 4      | 5     |